# Диаките, Модибо
Модибо́ Диаките́ (фр. Modibo Diakité; родился 2 марта 1987, Бурж-ля-Рен, Франция) — французский футболист сенегальского происхождения, центральный защитник.

## Карьера
Модибо Диаките — воспитанник клуба «Пескара». Он дебютировал в основном составе команды 28 мая 2006 года в игре с «Мантовой». Этот матч стал единственным, проведённым французом в составе команды.
Летом 2006 года Диаките перешёл в римский «Лацио», заплативший за переход защитника 300 тыс. евро. 1 апреля 2007 года Диаките дебютировал в составе «бьянкочелести» в матче серии A с клубом «Удинезе», в котором римский клуб победил 4:2. Всего в первом сезоне француз провёл за «Лацио» 3 игры, в одной из которых, с «Фиорентиной», вышел в стартовом составе команды и даже забил гол, который был отменён. 27 августа 2007 года, в первом матче сезона 2007/2008 с «Торино», Диаките получил тяжёлую травму — трещину в берцовой кости. В результате, футболист пропустил остаток сезона.
В начале следующего сезона, 27 ноября 2008 года, Диаките продлил контракт с «Лацио» до 2013 года; он сказал: «Для меня Делио Росси больше, чем просто тренер. Он обучил меня практически всему, что я умею. Он всегда доверял мне, и я надеюсь отплатить ему за это хорошей игрой». Через неделю после подписания, Диаките провёл свой первый, после травмы, официальный матч, в котором «Лацио» обыграл «Милан» на «Сан-Сиро» в розыгрыше Кубка Италии со счётом 2:1. В следующей игре, с «Интером», француз вновь вышел на поле и стал автором автогола; его клуб проиграл 0:3. 14 декабря 2008 года Модибо забил свой первый мяч в составе «бьянкочелести», поразив ворота «Удинезе»; игра завершилась вничью 3:3, при этом римский клуб проигрывал по ходу матча 0:3. Всего в сезоне 2008/2009 Диаките провёл 11 игр, две из которых в Кубке страны, обладателем которого стал «Лацио».
18 июля 2009 года Диаките подрался на тренировке с партнёром по команде, Томмазо Рокки, после того, как тот толкнул его за грубую игру против Мурада Мегни. 8 августа Диаките выиграл Суперкубок Италии. В сезоне 2009/2010 француз сыграл в 28 матчах, 6 из которых пришлись на Лигу Европы. После прихода на пост главного тренера команды Эдоардо Рея, Диаките потерял место в основном составе. Из-за недостатка игрового времени француз выразил желание покинуть клуб. Несмотря на желание самого игрока и интерес со стороны 4 клубов серии А, руководство «Лацио» отказало в продаже футболиста. Из-за этого Диаките был вынужден остаться в клубе.
Весной 2013 года на Диаките начали претендовать несколько команд. Предметный интерес был у российского «Терека», а также итальянские «Наполи» и «Фиорентина». Однако 30 мая 2013 года Модибо подписал контракт с клубом английской Премьер-лиги «Сандерленд». Он официально присоединится к команде 1 июля.

## Достижения
- Обладатель Кубка Италии: 2009, 2013
- Обладатель Суперкубка Италии: 2009